# Nicolaas Veul
Nicolaas Veul (Amsterdam, 16 februari 1984) is een Nederlands programmamaker en presentator bij de VPRO.

## Carrière
In 2012 maakte Veul samen met Tim den Besten zijn eerste documentaire genaamd Gay-K, die gaat over homo's in Oekraïne die voor het eerst een Gay Pride Parade organiseren tijdens het Europees kampioenschap voetbal 2012.
In 2013 maakten beiden samen Een man weet niet wat hij mist, een documentaire die gaat over de grenzen van hun eigen (homo)seksualiteit. Den Besten onderzoekt hoe het is om met een vrouw naar bed te gaan, Veul filmt dit proces.
In 2014 maakten de programmamakers de driedelige documentaireserie Oudtopia. Hierin gaan ze een maand lang in een verzorgingstehuis wonen om te ervaren hoe het is om oud te zijn.
Vanaf 2014 tot in 2016 presenteerde Veul samen met Den Besten het kinderprogramma Beestieboys waarin ze op zoek gaan naar dierenverhalen.
Veul en Den Besten lieten zich in 2015 een tijd lang 24 uur online volgen in het experiment Super Stream Me. Daarbij was er continu een camera die live vastlegde wat ze deden, zonder enige privacy en waarbij de kijkers op alles wat ze deden reageerden. Het experiment -dat drie weken zou duren- werd na vijftien dagen afgebroken, omdat ze het gebrek aan privacy niet vol konden houden.
In 2016 maakte hij de documentaireserie Nicolaas op oorlogspad, waarin Veul onderzocht hoe de Tweede Wereldoorlog nog doorleeft in onze maatschappij.
In 2017 maakte hij samen met vier andere presentatoren de serie De Westerlingen, waarin ze leeftijdsgenoten uit een niet-westerse cultuur spreken over hoe die over het Westen denken.
In 2018 maakte Veul de documentaire #followme, die gaat over de industrie om meer volgers, likes en reacties op Instagram te krijgen. Daarin toonde hij dat er naast goedkope bot-accounts ook software ontwikkeld is om bestaande accounts te kopiëren en dat mensen volgers kunnen kopen.
In 2019 maakte hij de documentaire Pisnicht: the movie over de grens tussen humor en homofobie.
In 2019-2020 maakte Veul met Den Besten 100 dagen voor de klas. Veul en Den Besten waren buitengewone stagiairs geschiedenis en maatschappijleer respectievelijk Nederlands op een scholengemeenschap voor voortgezet onderwijs in Lelystad. De serie werd donderdags uitgezonden op NPO 3.
In de zesdelige tv-serie 100 dagen in je hoofd dompelen Veul en Den Besten zich in 2021 als stagiairs van het GGzE onder in de wereld van de psychiatrie.
In 2023 kwam de vijfdelige serie 100 dagen in de vergeten wijk uit. Hierin lopen Veul en Den Besten stage als maatschappelijk werker en wijkopbouwwerker door het Laakkwartier in Den Haag.
Sinds 2023 is Nicolaas vaste columinst bij Vrij Nederland.
In 2024 was Veul kandidaat in De slimste mens. Hij haalde de finaleweek en eindigde als vijfde.
In 2025 was de vijfdelige serie ‘een valse start - 100 dagen in jeugd- en gezinszorg’ te zien bij de NPO. Hierin was hij stagiair op een groep in de open jeugdzorg. Dit programma werd bekroond met de Zilveren Nipkowschijf 2025.

## Privéleven
In 2024 maakte Veul bekend dat hij samen met zijn vriend een zoon heeft.